# 背斜

背斜示意图

背斜（英語：Anticline）是褶皱的基本形态——褶曲的一种，指岩層發生波状弯曲時，摺曲的兩翼岩層傾斜方向相反，其形狀向上凸起者，其中心部分岩层较老，两翼岩层较新。背斜发育的结果通常为山岭进而成长为褶皱山，但有许多背斜顶部会因受到张力而被侵蚀成谷地

## 成因
目前被人们广泛接受的说法是，根据板块构造学说，处在运动之中的板块在发生相对运动时，板块交界处会相互碰撞形成褶皱，就可能发育为背斜。此外，在板块内部，强大的挤压作用亦会令到岩层发生弹性变形而形成背斜。

## 经济意义
背斜形成以后，蕴藏在发生背斜的岩层内部的石油、天然气以及其它碳氢化合物等地质资源由于密度比水小的缘故会使它们聚集在背斜中间岩层的上部，利于开采，因而背斜是良好的储油、天然气的构造。在背斜所处岩层中还可以开发矿质盐和某些金属元素。
许多背斜顶部会因受到张力而被侵蚀成破碎的谷地，这些谷地顶部可建采石场开采岩石。
在工程建设方面，背斜的拱形结构使其受力均匀——由于背斜所处岩层为向上拱起，岩层的顶托作用使在背斜处开掘隧道的安全性大大提高，因此隧道、铁路等对地质要求较高的工程多选址背斜。背斜岩层的结构稳定，且不易储存地下水，也便于施工。

## 图库

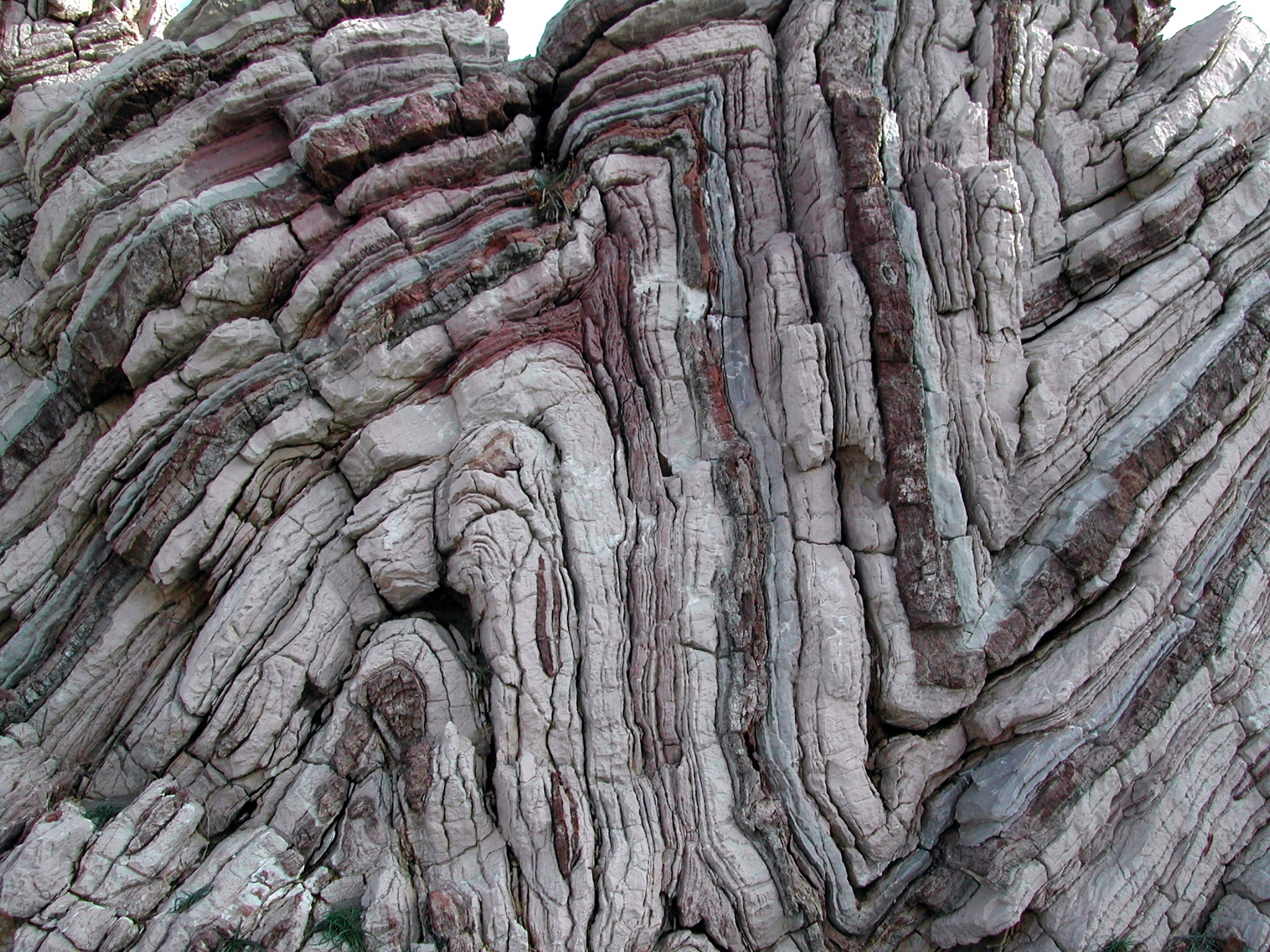
拍摄于希腊克里特岛的背斜
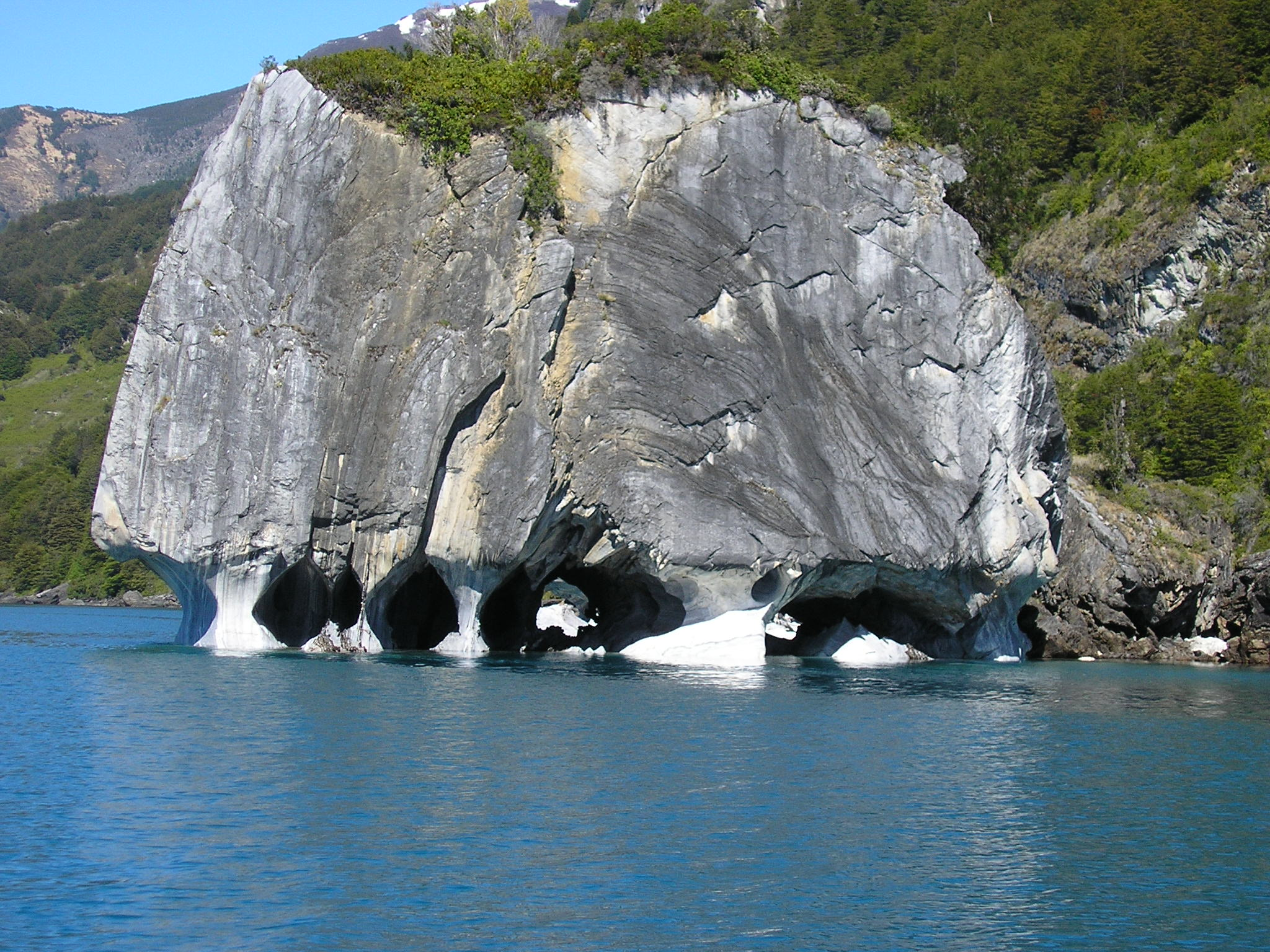
拍摄于智利的已被风化的大理石背斜
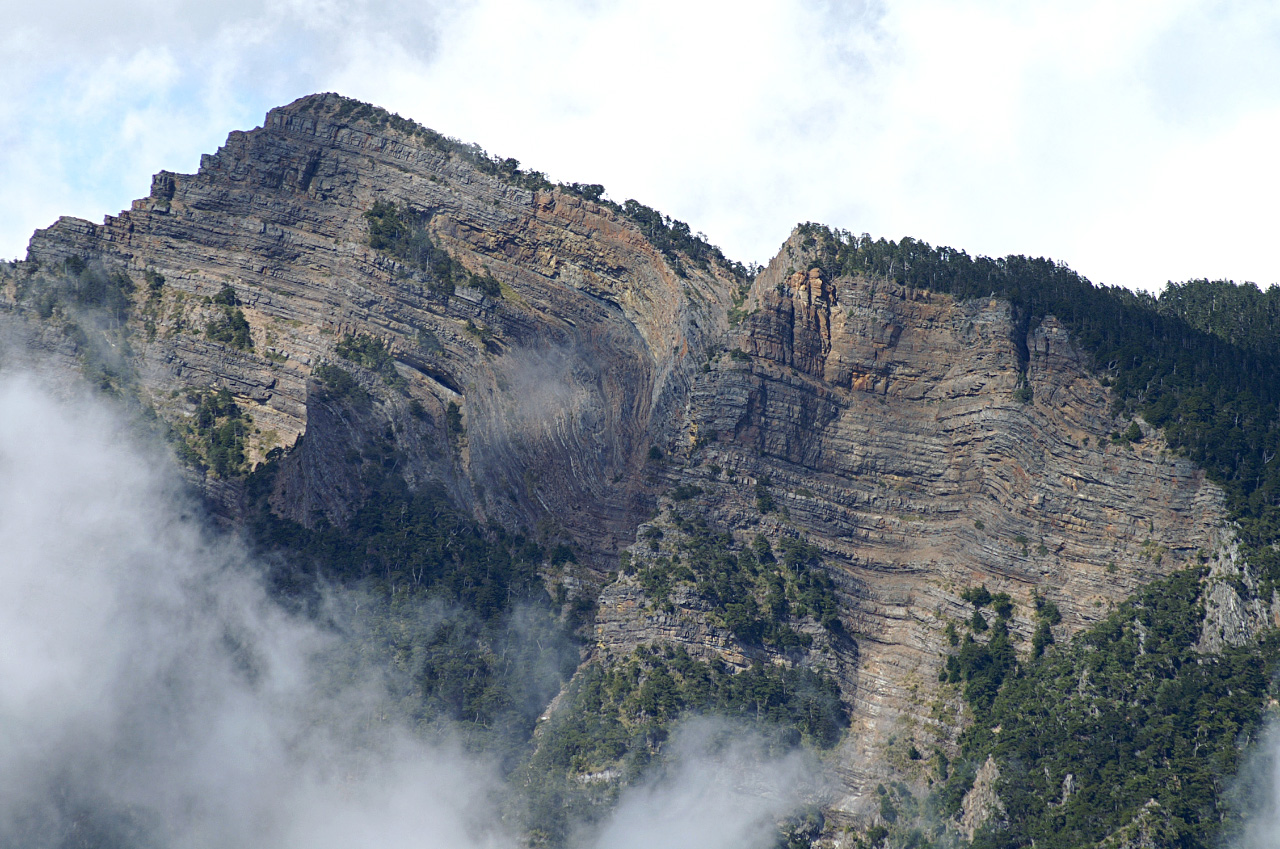
位於臺灣的品田山有著背斜的岩層
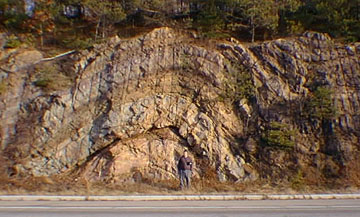
美国新泽西州一处背斜。前方站着的人显示了背斜的规模